# Roque Cinchado
Il Roque Cinchado è una formazione rocciosa che fa parte del gruppo noto come Roques de García, situato all'interno del Parco nazionale del Teide nell'isola di Tenerife in Spagna.
La rocca, di origine vulcanica, è alta circa 27 m e si trova a circa 2.000 m sul livello del mare. È uno dei monumenti naturali più significativi dell'isola di Tenerife e si trova al centro geografico dell'isola, ai piedi del vulcano Teide.

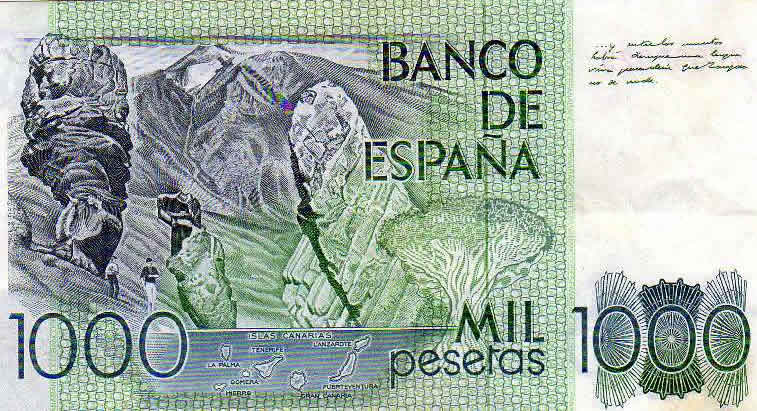

Il Roque Cinchado è noto perché la sua immagine appariva sul retro della banconota da mille pesetas in corso di validità in Spagna fino al 1985, dove è in primo piano mentre lo sfondo ritrae il vulcano Teide che è la vetta più alta della Spagna.